# Brzostek
Brzostek – miasto w Polsce, w województwie podkarpackim, w powiecie dębickim, siedziba gminy miejsko-wiejskiej Brzostek.
Miejscowość leży nad rzeką Wisłoką. W mieście znajduje się przedszkole, szkoła podstawowa, jednostka Ochotniczej Straży Pożarnej, a także kilka niewielkich zakładów przemysłowych – stanowi ono centrum usługowo-handlowe dla okolicznych wsi.
Brzostek pierwotnie znajdował się w rękach benedyktynów z Tyńca. Prawa miejskie zostały mu nadane 18 czerwca 1367 roku przez opata Jana, co znacząco przyspieszyło jego rozwój. Miasto było kilkukrotnie najeżdżane i niszczone, jednak odbudowano je dzięki zwolnieniu mieszkańców z podatków. W latach 1854–1867 Brzostek był siedzibą powiatu. W 1934 roku miejscowości odebrano prawa miejskie, które przywrócono ostatecznie w 2009 roku.
Według danych GUS z 1 stycznia 2024 r. miasto liczyło 2688 mieszkańców, będąc 41. najludniejszym miastem w województwie.

## Geografia

### Położenie
Brzostek położony jest w zachodniej części województwa podkarpackiego, w powiecie dębickim, na terenie gminy miejsko-wiejskiej Brzostek. W jego najbliższej okolicy znajdują się wsie: Zawadka Brzostecka, Siedliska-Bogusz, Nawsie Brzosteckie, Opacionka, Januszkowice, Klecie, Skurowa i Przeczyca.
Pod względem podziału fizycznogeograficznego Polski, miasto to znajduje się na pograniczu Pogórza Ciężkowickiego i Pogórza Strzyżowskiego. Przez miejscowość przepływają potok Słony oraz rzeka Wisłoka. Położona jest przy drodze krajowej nr 73, biegnącej z Wiśniówki do Jasła.
Brzostek w średniowieczu należał do ziemi sandomierskiej, położony był przy granicy z ziemią krakowską.

### Struktura użytkowania powierzchni
Struktura użytkowania powierzchni Brzostku w 2021 roku:

1. Użytki rolne: 699 (80,0%)
2. Grunty zabudowane i zurbanizowane: 85 (9,73%)
3. Grunty leśne oraz zadrzewienia i zakrzewienia: 68 (7,78%)
4. Grunty pod wodami – powierzchniami płynącymi: 17 (1,95%)
5. Grunty pod wodami powierzchniowymi stojącymi: 0 (0,00%)
6. Nieużytki: 5 (0,57%)

### Geologia
Brzostek leży w strefie brzeżnej nasunięcia karpackiego (Karpat fliszowych). Utwory te po sfałdowaniu i odkuciu od podłoża uległy przesunięciu ku północy w postaci płaszczowin. Flisz tej płaszczowiny nasunięty jest na autochtoniczne osady miocenu. Powierzchniowo obszar miasta w rejonie centrum i na południowy wschód od niego budują oligoceńskie piaskowce, łupki, iłowce i rogowce.
W czasie zlodowacenia północnopolskiego na stokach wzniesień nastąpiła akumulacja eoliczna pokryw lessów piaszczystych i glin lessowatych – tereny na północ od centrum budują przeważnie czwartorzędowe lessy, zaś południowe fragmenty miasta wzdłuż potoku Gogołówka budują gliny, piaski i gliny z rumoszami, soliflukcyjno-deluwialne powstałe w czasie zlodowacenia północnopolskiego,
Szeroką dolinę Wisłoki i jej dopływów budują osady akumulacji rzecznej: mułki, piaski i głazy oraz mady rzeczne w stropowej części tych osadów. Miąższość osadów holoceńskich w dolinie Wisłoki waha się w granicach 10–15 m.
W okolicy Brzostku występują liczne złoża kruszywa piaszczysto-żwirowego. Zalegają one w holoceńskich terasach akumulacyjnych doliny Wisłoki.

### Rzeźba terenu
Tereny Brzostku położone są w dwóch mezoregionach: Pogórzu Ciężkowickim (zachodnia część) i Pogórzu Strzyżowskim (wschodnia część). Stanowią one falistą wyżynę o deniwelacjach rzędu 80–200 m, rozczłonkowaną dolinami rzek i potoków (w tym przepływającego przez Brzostek Potoku Słonego). Grzbiety wzniesień mają przebieg równoleżnikowy.
Obydwa pogórza rozdziela szeroka płaskodenna dolina Wisłoki mająca założenia tektoniczne. Wykształciła się w niej Kotlina Brzostecka, w której znajduje się miasto Brzostek. Ukształtowanie terenu miasta jest typowe dla terenów podgórskich. Wysokość bezwzględna rynku Brzostku, koło budynku Urzędu Miejskiego w Brzostku, wynosi 221,8 m n.p.m.

### Gleby
W okolicy Brzostku dominują gleby brunatne wyługowane, brunatne kwaśne, pseudobielicowe i rędziny. Ich przydatność rolnicza jest silnie zróżnicowana, należą one jednak głównie do średniourodzajnych, mało zasobnych w przyswajalne składniki pokarmowe. Charakteryzują je dobre stosunki wodne, dość głęboki poziom próchniczy oraz lekkie zakwaszenie. W Kotlinie Brzosteckiej występowały dawniej moczary oraz bagna, aczkolwiek w XX w. przeprowadzono melioracje, które doprowadziły do ich osuszenia.
Struktura użytków rolnych według poszczególnych klas bonitacyjnych:

1. I: 0,00%
2. II: 3,00%
3. III: 43,0%
4. IV: 40,0%
5. V: 10,0%
6. VI: 1,00%

### Wody
Brzostek położony jest w dorzeczu Wisły, a głównym ciekiem odwadniającym tereny miasta jest Wisłoka, płynąca w przybliżeniu wzdłuż zachodniej granicy miasta. Na wysokości miasta ma ona charakter rzeki górskiej, płynącej naturalnym, nieobwałowanym, łagodnie meandrującym, żwirowym korytem. Jej reżim jest charakterystyczny dla rzek karpackich.
Do ważniejszych dopływów Wisłoki, płynących przez Brzostek, należą następujące cieki: Dębrna, Słony i Gogołówka. Potok Słony płynie przez centrum miasta i od wschodu płynie meandrującym odcinkiem wzdłuż ul. Nałęcza-Mysłowskiego i Mickiewicza, po drodze przecinając drogę krajową nr 73.
Na terenie miasta brak jest większych akwenów.

### Klimat
Według regionalizacji rolniczo-klimatycznej Romualda Gumińskiego, obszar miasta Brzostek leży w dzielnicy podkarpackiej, która stanowi pas przejściowy pomiędzy górami a kotlinami podgórskimi. Najniższe średnie temperatury notowane są w lutym (–3 °C), a najwyższe w lipcu (18 °C). Średnia roczna temperatura wynosi około 6–7 °C. Okres wegetacyjny trwa 210–220 dni, a średnie roczne opady wynoszą 700–750mm.
W rejonie Brzostku najczęściej spotyka się masy powietrza polarno-morskiego. Wiatry wieją ze średnią prędkością od 1,8–3,4 m/s, latem najczęściej z kierunku południowo-zachodniego, a zimą – północno-zachodniego. Jesienią i zimą występują wiejące z południa silne, ciepłe i suche wiatry typu fenowego.

### Przyroda i ochrona środowiska
Roślinność w rejonie Brzostku stanowią przede wszystkim zbiorowiska synantropijne, segetalne oraz ruderalne, rozwijające się na terenach zaburzonych działalnością człowieka. W dolinie Wisłoki dominują łęgi wierzbowo-topolowe oraz łęgi jesionowo-wiązowe. Potencjalną roślinność naturalną dla miasta Brzostek stanowią zaś grądy subkontynentalne oraz roślinność naturalna dolin cieków (przede wszystkim lasy łęgowe w obrębie doliny Wisłoki). Sama zaś dolina Wisłoki stanowi także regionalny korytarz ekologiczny.
Brzostek znajduje się częściowo na terenie Obszaru Chronionego Krajobrazu Pogórza Ciężkowickiego, Obszaru Chronionego Krajobrazu Pogórza Strzyżowskiego, otuliny Czarnorzecko-Strzyżowskiego Parku Krajobrazowego oraz obszaru Natura 2000 Wisłoka z dopływami (PLH180052). Obszary te obejmują cenne ekosystemy leśnie oraz użytki rolne.
Obszar Natura 2000 Wisłoka z dopływami PLH180052 został wyznaczony dla ochrony 16 cennych siedlisk i 7 gatunków ptaków (bocian czarny, bocian biały, błotniak stawowy, derkacz, puszczyk uralski, zimorodek zwyczajny i dzięcioł czarny). Najcenniejszymi zaś zbiorowiskami roślinnymi na tym obszarze są lasy, zarośla łęgowe i grądowe oraz łąki. Występuje tutaj szereg gatunków zawartych w załączniku II dyrektywy siedliskowej: 5 gatunków ryb wskazanych (łosoś atlantycki, głowacz pręgopłetwy, miętus, lipień i certa), 2 gatunki ssaków (bóbr europejski i wydra europejska) oraz 4 gatunki bezkręgowców (skójka gruboskorupowa, modraszek teleius, czerwończyk nieparek i modraszek nausitous).
W 2019 roku w Brzostku powierzchnia gruntów leśnych wynosiła 10,9 ha.

## Toponimia
Nazwa miejscowości pochodzi od słowa brzost, oznaczającego gatunek wiązu.

## Historia
Pierwsze ślady pobytu człowieka w okolicy Brzostku pochodzą z neolitu (3500–2000 lat p.n.e.). Znaleziska datowane na ten okres znalezione zostały m.in. w samym Brzostku. Ludzie osiedlali się tutaj także w epoce brązu. W sąsiedniej Przeczycy istniał wtedy obronny gród, prawdopodobnie zależny od państwa Wiślan.
Pierwszy raz wieś Brzostek (pod nazwą Brestek) została wymieniona w dokumentach legata papieskiego Idziego, zatwierdzających posiadłości opactwa benedyktynów w Tyńcu, w latach 1123–1125. Oprócz niego w dokumencie pojawiają się nazwy: Pilzno, Klecie (jako Clececi), Dęborzyn (jako Doborin) oraz Vnochovichi (prawdopodobnie Januszkowice). Ziemie w okolicy Brzostku były stopniowo zasiedlane, co skutkowało szybkim rozwojem gospodarczym wsi. Sama miejscowość znajdowała się na węgierskim szlaku handlowym, biegnącym doliną Wisłoki, co jeszcze bardziej podniosło jej znaczenie. Ponadto sąsiednie Klecie, będące wówczas większe, weszły w posiadanie bojarów ruskich. Skłoniło to opata tynieckiego Jana do wsparcia rozwoju wsi – 18 czerwca 1367 roku wydał on dokument zezwalający na lokację miejską Brzostku na prawie magdeburskim. W 1394 roku miastem stał się z kolei Mały Brzostek – sąsiadująca z miastem należącym do opactwa tynieckiego miejscowość, która później stała się jego przedmieściem.
W 1474 r., w czasie walk o tron węgierski, Brzostek został zdobyty i spalony przez wojska węgierskie pod dowództwem Tomasza Tharczaya. Mieszkańców uprowadzono, jednak zwolnienia od podatków pozwoliły na odbudowę gospodarki miejscowości. Znaczenie Brzostku stale rosło, w XVI wieku w mieście działała szkółka parafialna. Miejscowość w tamtym okresie pod względem rzemiosła dorównywała Jasłu oraz znacznie wyprzedzała Dębicę. W XVII w. rozwój regionu zaczął stopniowo hamować przez napady Tatarów i Szwedów. W 1657 roku miasto zostało zniszczone przez wojska księcia siedmiogrodzkiego Jerzego II Rakoczego. Skutki tego najazdu Brzostek odczuwał jeszcze w XVIII w. Pod koniec XVIII wieku w mieście rozwinęło się garncarstwo i szewstwo.
W maju 1772 roku do Brzostku wkroczyły wojska austriackie. Miejscowość pod zaborem znalazła się najpierw w cyrkule pilzneńskim, a po zmianie granic, w cyrkule dukielskim. Okoliczna szlachta brała udział w powstaniu listopadowym. W 1846 roku szlachta z okolic Brzostku planowała wzniecić powstanie. Austriackie władze wykryły jednak spisek i w celu zapobiegnięcia rebelii Joseph Breinl, starosta tarnowski, polecił chłopom, by zabijali lub pochwycali powstańców. Krwawe ataki na dwory miały miejsce w całej okolicy. Na ich czele stanął chłop z pobliskiej Smarżowej (dawn. Smarzowej), Jakub Szela. Opanował on ponad 50 wsi, w tym sąsiadujące z Brzostkiem, lecz samego miasta nie udało mu się zdobyć.
W roku 1854 Brzostek stał się siedzibą powiatu, który w 1867 roku włączono do powiatu pilzneńskiego. W 1852 roku Ignacy Łukasiewicz, twórca lampy naftowej, otworzył w mieście swoją aptekę. Na początku XX wieku rozpoczęto budowę linii kolejowej łączącej Dębicę z Jasłem, mającej przebiegać przez Brzostek, jednak inwestycję przerwał wybuch I wojny światowej.
W czasie walk miasto znalazło się na linii frontu rosyjsko-austriackiego i kilkukrotnie przechodziło z rąk do rąk. 7 maja pod Brzostkiem miało miejsce starcie zbrojne stoczone w ramach operacji gorlickiej. Szczególnie krwawe walki toczyły się o zdobycie rynku, kościoła i wzgórza cmentarnego. W okolicy poległo wówczas 2000 żołnierzy. Austriacy odnieśli sukces, a rosyjscy żołnierze wycofali się za San. Pamiątką po bitwie pozostały cmentarze, z czego cztery znajdują się w Brzostku: nr 222, 223, 224, 225.
W listopadzie roku 1918 miejscowość znalazła się w granicach nowo utworzonego państwa polskiego jako część powiatu pilzneńskiego, jednak w 1932 roku miasto wraz z okolicznymi wsiami wcielono do powiatu jasielskiego. W 1934 roku Brzostek utracił prawa miejskie, zachowując prawo do używania historycznej nazwy miasto, przy równoczesnym zmniejszeniu podatków.
Po wybuchu II wojny światowej 8/9 września do miejscowości wkroczyli żołnierze Wehrmachtu, a okoliczne oddziały wycofały się bez walki. Teren został włączony do Generalnego Gubernatorstwa. W samej miejscowości utworzono getto, a zgromadzeni w nim Żydzi zostali wywiezieni do obozów lub pomordowani. 20 czerwca 1944 roku przeprowadzono pacyfikację Brzostku.
Po wojnie Brzostek włączono do województwa rzeszowskiego, a w latach 1975–1998 znajdował się on w województwie tarnowskim. W 1999 roku miasto znalazło się w województwie podkarpackim. Miejscowość odzyskała prawa miejskie 1 stycznia 2009 roku.

## Demografia
Liczba ludności Brzostku w latach 1810–2023:
Źródła:1810; 1880; 1921; 1931; 1931-1945; 1997; 2001; 2002; 2003; 2004; 2005; 2006; 2007; 2008; 2009; 2010; 2011; 2012; 2013; 2014; 2015; 2016; 2017; 2018; 2019; 2020; 2021; 2022–2023
Piramida wieku mieszkańców Brzostku w 2014 roku.

Udział osób poszczególnych płci w ogólnej liczbie ludności Brzostku 30 czerwca 2021 r.:
1. Mężczyźni: 1332 (49,0%)
2. Kobiety: 1384 (51,0%)

## Polityka i administracja
Brzostek jest siedzibą gminy miejsko-wiejskiej Brzostek, w województwie podkarpackim, w powiecie dębickim. Jej organem władzy wykonawczej jest burmistrz, a organem władzy ustawodawczej – rada miejska, w skład której wchodzi piętnastu radnych. W wyborach do rady miejskiej mieszkańcy miasta należą do trzech z piętnastu okręgów wyborczych.
Siedziba Urzędu Miejskiego w Brzostku znajduje się przy Rynku 1.
W bazie SIMC cztery części miasta mają przydzielone własne identyfikatory: Ćwierć (numer 0814843), Podklecie (0814501), Pole (0814850) oraz Równie (0814518).

## Gospodarka
Miasto pełni funkcję centrum administracyjno-usługowego dla mieszkańców gminy Brzostek. Według danych z 14 października 2010 roku w systemie REGON zarejestrowanych było tutaj wówczas 137 podmiotów gospodarczych, czyli 37% ogółu podmiotów zarejestrowanych w gminie. W strukturze podmiotów gospodarczych w okolicy dominują handel i naprawy, transport i gospodarka magazynowa, budownictwo oraz działalność produkcyjna – w gminie Brzostek te rodzaje działalności dotyczyły 66,5% ogółu.
Placówki usług publicznych i komercyjnych w Brzostku występują na Rynku, a dużym obszarem koncentracji działalności gospodarczej są również tereny w części północnej miasta – wzdłuż ul. Szkotniej. Obszary przemysłowe i zakłady wytwórcze znajdują się też na obrzeżach zabudowy w zachodniej części miasta. Rozwojowi działalności gospodarczej Brzostku sprzyja jego położenie przy drodze krajowej nr 73, stanowiącą główną oś komunikacyjną miasta.
Bezrobotni w Brzostku (stan na 31 maja 2011):
| Ogółem | %    | Kobiety | Mężczyźni |
| ------ | ---- | ------- | --------- |
| 135    | 21,2 | 80      | 55        |

## Infrastruktura

### Transport
Miasto jest przecięte przez drogę krajową nr 73 relacji Wiśniówka – Kielce – Tarnów – Pilzno – Brzostek – Jasło. Przez tereny miasta biegnie ona ulicami: 11 Listopada – Rynek – Łukasiewicza. Zapewnia ona połączenie m.in. z Krakowem, Tarnowem oraz Przemyślem. Średni dobowy ruch samochodów osobowych w 2010 roku wzdłuż DK73 przez centrum miasta wynosił 7 962 poj./dobę.
W celu wyprowadzenia ruchu tranzytowego z miejscowości, pojawiły się plany obwodnicy, wspólnej dla Brzostku i Kołaczyc, która ma powstać w ramach rządowego Programu Budowy 100 Obwodnic na lata 2020–2030. W 2021 r. GDDKiA ogłosiła przetarg na wykonanie dla obwodnicy Koncepcji Programowej.
Miasto jest wewnętrznie dobrze skomunikowane z siecią dróg powiatowych i gminnych łączących Brzostek z pozostałymi wsiami i jednostkami osadniczymi w gminie. Z sąsiednimi miejscowościami łączą je: droga powiatowa nr 1318R relacji Brzostek – Siedliska-Bogusz (biegnąca ul. Szkotnią), droga powiatowa nr 1319R relacji Brzostek – Kamienica Górna – Smarżowa (biegnąca ul. Mysłowskiego), droga powiatowa nr 1321R relacji Brzostek – Skurowa – gr. powiatu – Błażkowa (biegnąca ul. 20 Czerwca) oraz droga powiatowa nr 1322R relacji Brzostek – Opacionka (biegnąca ul. Słoneczną).
Przez Brzostek nie przebiega żadna droga wojewódzka, ani żadna linia kolejowa.
W Brzostku zatrzymują się autobusy „Barbara”, linii:
- Kraków – Krosno,
- Krosno – Kraków,
- Polańczyk – Pyrzowice,
- Pyrzowice – Polańczyk.

### Infrastruktura techniczna
Przez Brzostek przebiega sieć najwyższego napięcia 400 kV Tarnów – Krosno Iskrzynia. Dostawcą energii na terenie miejscowości jest spółka Tauron Dystrybucja.
Źródłem zaopatrującym Brzostek w wodę jest ujęcie wody podziemnej w dolinie Wisłoki w Brzostku. Znajdują się tam dwie studnie głębinowe oraz jedna awaryjna, z których woda jest do miasta dostarczana komunalną siecią wodociągową.
Nieczystości z Brzostku odprowadzane są do mechaniczno-biologicznej oczyszczalni w Kleciach. Oczyszczone ścieki są następnie odprowadzane do rzeki Wisłoki. W 2019 roku stopień skanalizowania miasta wynosił 50%.
Podmiotem zbierającym odpady komunalne z terenu gminy Brzostek, w tym także z samego miasta jest Zakład Gospodarki Komunalnej w Brzostku. W Brzostku zlokalizowany jest Punkt Selektywnego Zbierania Odpadów Komunalnych, zapewniający nieodpłatny odbiór odpadów komunalnych od mieszkańców gminy.
W Brzostku znajduje się stacja redukcyjno-pomiarowa pod opieką Oddziału w Tarnowie Operatora Gazociągów Przesyłowych GAZ-SYSTEM. Dostawa gazu do odbiorców odbywa się gazociągami niskiego i średniego ciśnienia 32–150 mm. Są one w eksploatacji Gazowni w Dębicy Polskiej Spółki Gazownictwa.

### Bezpieczeństwo i zdrowie
Jednostka Ochotniczej Straży Pożarnej w Brzostku została założona w 1888 roku. Wyposażona jest m.in. w specjalistyczne ciężarowe samochody gaśnicze, takie jak Man TGM czy Iveco TurboTech. Teren działania jednostki obejmuje całą gminę Brzostek. Siedziba OSP Brzostek znajduje się przy ul. Mickiewicza 12. W 2008 roku oddano do użytku nową remizę strażacką.
W mieście przy ul. Mickiewicza 10 znajduje się komisariat policji, obsługujący gminy Brzostek oraz Jodłowa. Miasto pozostaje pod opieką jednego z dzielnicowych.
Na terenie miejscowości działa Samodzielny Gminny Publiczny Zakład Opieki Zdrowotnej (ul. Mysłowskiego 7) oraz Centrum Medyczne S-Med (ul. Mysłowskiego 5b).

### Edukacja
W Brzostku działa Szkoła Podstawowa w Brzostku im. Komisji Edukacji Narodowej z siedzibą przy ul. Szkolnej 13. W roku szkolnym 2010/2011 miała 19 sal lekcyjnych i 2 sale gimnastyczne, a w tym czasie w placówce uczyło się 320 uczniów nauczanych przez 39 pedagogów. Poza szkołą w Brzostku funkcjonują również przedszkole publiczne (ul. Szkolna 9), oraz niepubliczny Klub Dziecięcy i Opiekun Dzienny Brzostek „Tęczowa Dolina” (ul. Słoneczna 9). W roku szkolnym 2010/2011 w Przedszkolu w Brzostku działały 3 oddziały przedszkolne.
Pierwszą szkołę podstawową w Brzostku założyli prawdopodobnie benedyktyni tynieccy w XII wieku. Na jej rozwój wpłynął stopniowy wzrost na znaczeniu całego miasta, w XVI wieku uczęszczała do niej ludność z okolicznych miejscowości. W 1785 roku ufundowano w Brzostku szkołę trywialną, a 2 maja 1873 roku utworzono szkołę etatową, w której nauczało wówczas czterech nauczycieli. W 1911 roku otwarto nowy budynek szkolny, który uległ poważnym zniszczeniom podczas II wojny światowej; wyremontowano go w 1945 roku. W 1973 roku oddano do użytku nową szkołę, w której nauczanie odbywa się obecnie. Nadano jej imię Komisji Edukacji Narodowej.

## Turystyka
Walory turystyczne dla rozwoju turystyki i rekreacji Brzostku stanowią pogórska część i dolina Wisłoki, a także mozaika obszarów rolniczych i różnorodność krajobrazu. Atrakcją Brzostku są również zabytki, a także trasy rowerowe. Przez miasto przebiegają cztery trasy rowerowe, wytyczone przez Towarzystwo Miłośników Ziemi Brzosteckiej:
- „Doliną Gogołówki” – trasa granatowa o długości ok. 12 km, biegnąca przez Brzostek, Opacionkę, Januszkowice oraz Klecie; trasa prowadzi przez najstarsze obiekty sakralne, dwory oraz osobliwości przyrody w dolinie Gogołówki,
- „Brzostecką doliną Wisłoki” – trasa brązowa o długości 13,2 km. biegnąca przez Brzostek, Zawadkę Brzostecką, Przeczycę i Skurową,
- „Mała pętla” – trasa zielona o długości do 8 km, będąca fragmentem „Dużej pętli”; przy niej znajduje się 6 cmentarzy z czasów I wojny światowej w Brzostku i Kleciach,
- „Duża pętla” – czerwona trasa długości 38 km, prowadząca przez trzy najwyższe wzniesienia gminy i cmentarze z I wojny światowej.

W Brzostku rozwinęła się baza gospodarstw agroturystycznych – w samym mieście w 2012 roku takich gospodarstw było 11. Bazę noclegową uzupełniają m.in. hotelik w pobliżu stadionu sportowego i motel przy stacji paliw.

## Religia
Początkowo Brzostek należał do parafii w Kleciach, będącej siedzibą dekanatu obejmującego m.in. Jasło, Biecz, Zręcin czy Nowy Żmigród. Po uzyskaniu przez miejscowość praw miejskich, proboszcz zdecydował się jednak na przeniesienie parafii do większego miasta – nastąpiło to w 1428 roku. W czasach I Rzeczypospolitej Brzostek należał do dekanatu Pilzno w archidiakonacie sądeckim, w diecezji krakowskiej. Od 1861 roku jest siedzibą własnego dekanatu. Od 1992 roku brzostecka parafia należy do diecezji rzeszowskiej. Poza Brzostkiem obejmuje ona Bukową, Klecie, Nawsie Brzosteckie, Wolę Brzostecką i Zawadkę Brzostecką. W 2019 roku liczyła 5659 parafian.
Brzosteccy świadkowie Jehowy należą do zboru Brzeziny-Brzostek.

### Żydzi w Brzostku

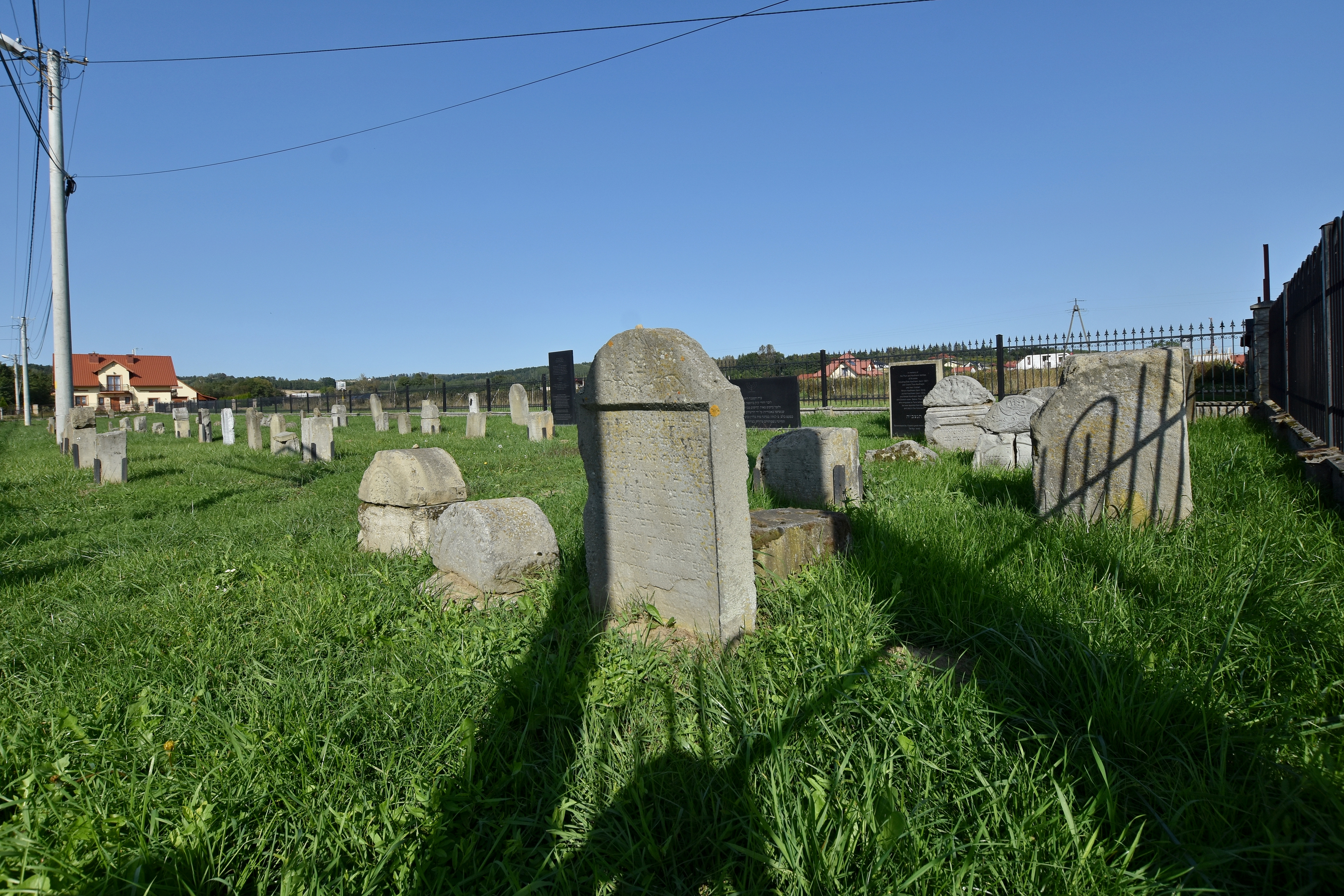
Cmentarz żydowski

Brzostek, jako własność opactwa tynieckiego był historycznie objęty zakazem osiedlania się Żydów. Uległo to zmianie w trakcie zaborów, kiedy to austriackie władze odebrały miejscowość benedyktynom. Od tamtego czasu liczba osób żydowskiego pochodzenia systematycznie się zwiększała – w 1816 roku Brzostek zamieszkiwało 5 Żydów, a w 1824 roku – 19. Gdy miasto stało się siedzibą powiatu, liczba wyznawców judaizmu drastycznie wzrosła. Utworzono wtedy w Brzostku gminę żydowską. W 1870 roku Brzostek zamieszkiwało 358 osób żydowskiego pochodzenia, blisko jedna trzecia ówczesnej populacji całego miasta (31,9%), a w 1900 roku – 508 (38% populacji). Większość Żydów brzosteckich zginęła w niemieckich zbrodniach w trakcie II wojny światowej, co poskutkowało zanikiem żydowskiej ludności w mieście.

## Kultura
W Brzostku przy ul. 20-go Czerwca 4 działa Centrum Kultury i Czytelnictwa – jego działalność obejmuje planowanie i organizowanie konkursów, wydarzeń, spektakli itp. Oprócz tego w Brzostku przy Rynku 25 znajduje się Biblioteka Publiczna, z filiami w Grudnej Górnej, Kamienicy Górnej i Siedliskach-Bogusz.

### Media
Centrum Kultury i Czytelnictwa w Brzostku wydaje miesięcznik „Wiadomości Brzosteckie”, zrzeszony w Polskim Stowarzyszeniu Prasy Lokalnej, w którym opisywane m.in. lokalne wydarzenia. Ponadto gmina prowadzi kanał informacyjny TV Brzostek, publikujący treści w serwisach Facebook i YouTube.

## Sport i rekreacja

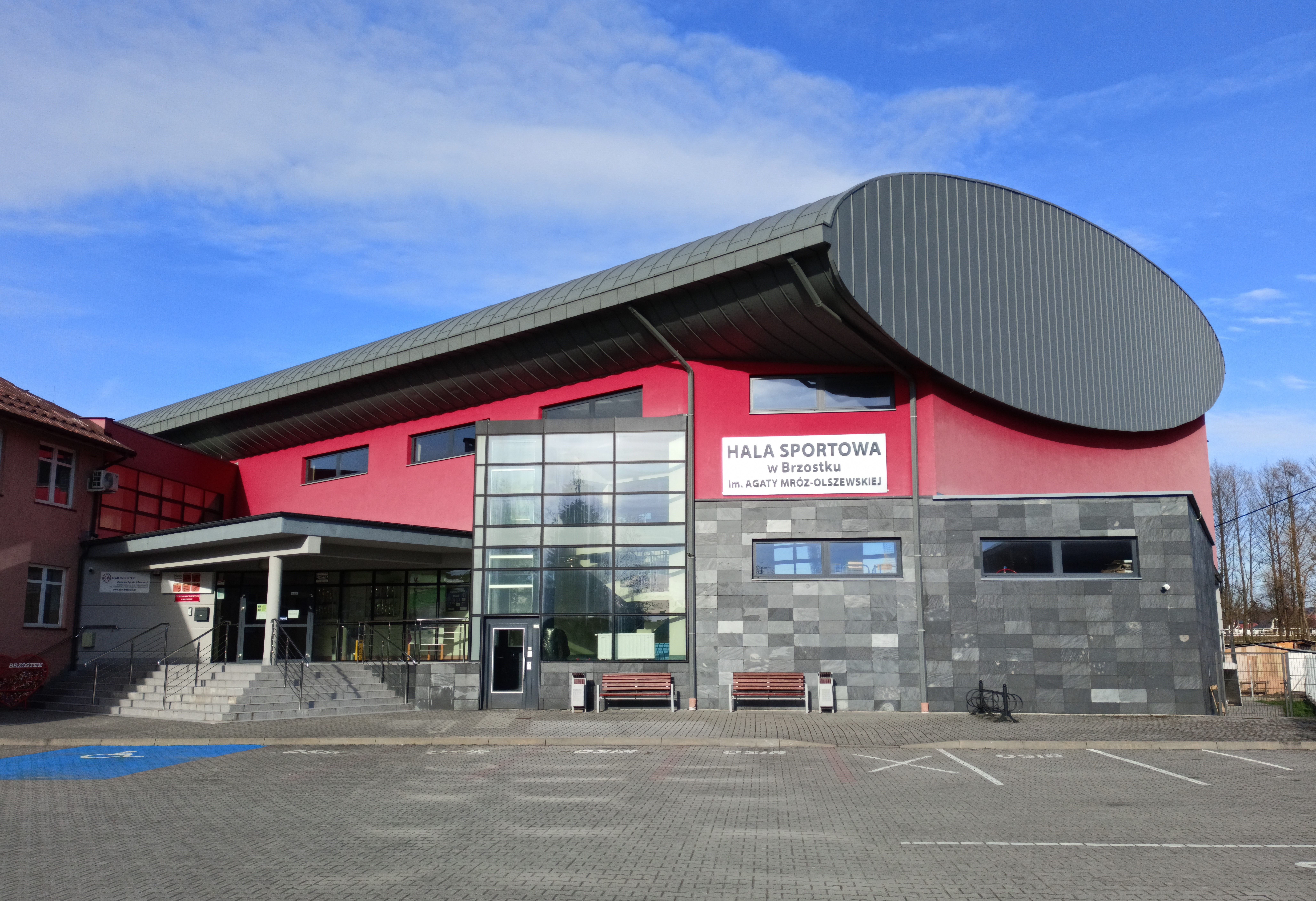
Hala Widowiskowo-Sportowa im. Agaty Mróz-Olszewskiej

W miejscowości działa klub piłkarski LKS Brzostowianka Brzostek, założony w 1946 roku, prowadzący także sekcję tenisa stołowego. Drużyna gra na stadionie znajdującym się przy ul. Okrągłej 26, o wymiarach 62x100m, którego trybuny mogą pomieścić 606 widzów. Sukcesy na arenie międzynarodowej osiąga UKS Kyokushin Karate w Brzostku założony w 2006 roku.
W 2012 roku do użytku oddano kompleks składający się z boiska piłkarskiego o wymiarach 30x60m, kortu tenisowego, boiska do siatkówki/koszykówki o wymiarach 33×18m, budynku zaplecza sportowego oraz trybuny, mogącej pomieścić 96 kibiców. Powstał on w ramach projektu „Moje Boisko – Orlik 2012”.
W 2014 roku została otwarta Hala Widowiskowo-Sportowa im. Agaty Mróz Olszewskiej, znajdująca się przy ul. M.N. Mysłowskiego 11, wyposażona w sprzęt sportowy oraz umożliwiająca grę w piłkę ręczną, futsal, koszykówkę i siatkówkę, tenisa stołowego oraz badmintona. Na hali znajduje się ok. 250 stałych i 100 rozstawnych miejsc siedzących.
Od 2001 roku organizowane są w Brzostku spływy kajakowe Wisłoką, rozpoczynające się w ostatni piątek czerwca każdego roku obok mostu w Brzostku.

## Architektura i urbanistyka
Brzostek posiada układ urbanistyczny w formie placu ze zwartą zabudową (rynku) w centrum miasta. Zabytkowy układ urbanistyczny miasta obejmuje Rynek w centrum Brzostku wraz z zespołem kościelno-plebańskim oraz charakterystyczną parterową zabudową i domami mieszczańskimi z XVIII i XIX wieku. Zarys Rynku został częściowo naruszony pod koniec XVIII wieku w wyniku budowy traktu z Pilzna na Słowację.
Układ ten przechodzi dalej w układ ulicowy – do zespołów zabudowy sąsiednich sołectw na wschód (Nawsie Brzosteckie i Wola Brzostecka) i na południe (Klecie). W układzie urbanistycznym miasta wyróżnia się ciągi zabudowy mieszkaniowej jednorodzinnej i usługowej, wychodzących promieniście wzdłuż dróg wychodzących z centrum miast w jego peryferyjne obszary. Przysiółki w północno-wschodniej części miasta skupiają zaś większość nowej zabudowy mieszkaniowej, głównie jednorodzinnej, wolnostojącej.

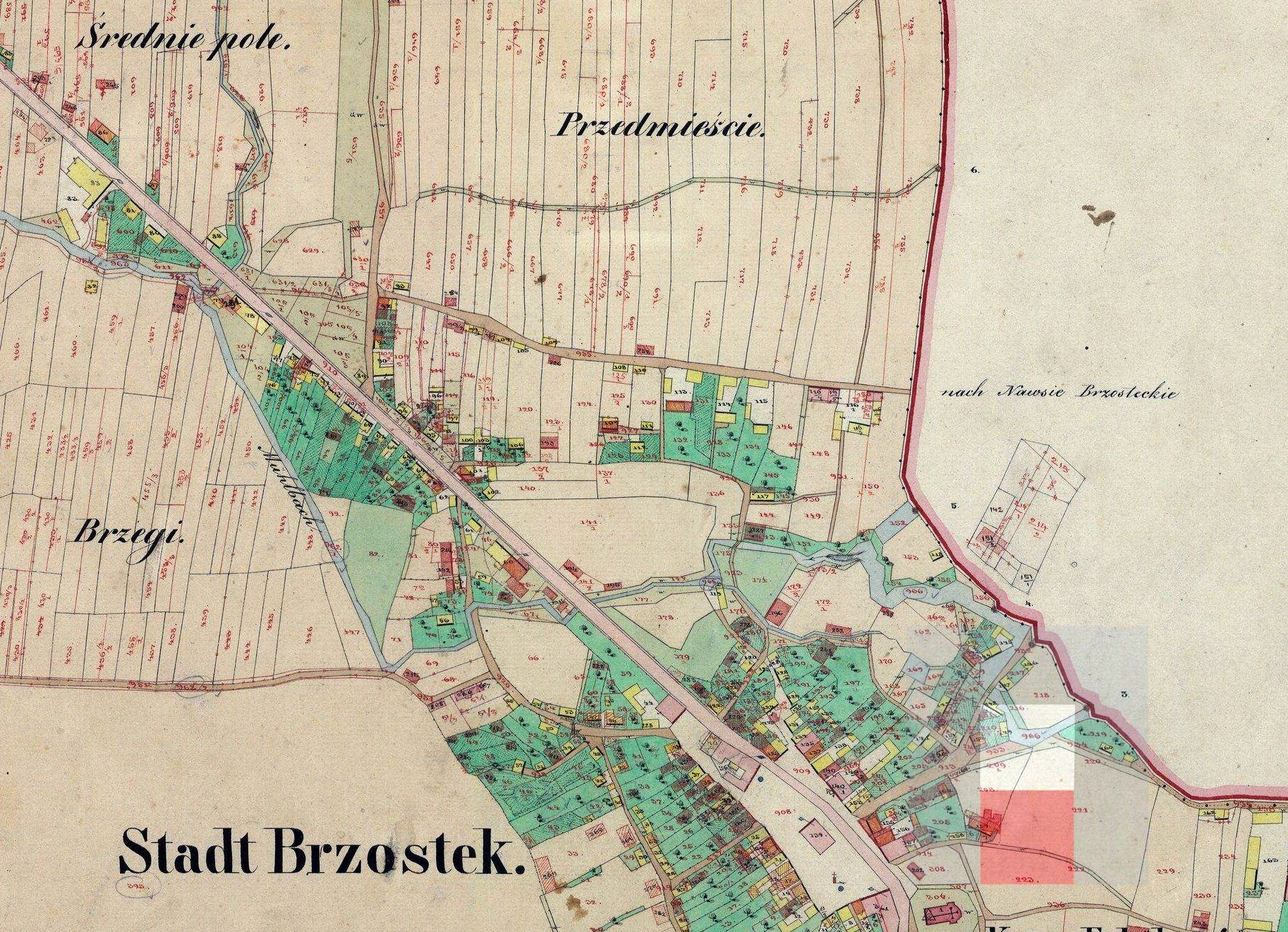
Fragment miasta na mapie ewidencyjnej z 1850 r.

### Zabytki
W Brzostku zachowało się najwięcej w gminie (około 31% w 2012 roku) zabudowy mieszkaniowej o tradycyjnych, charakterystycznych dla regionu formach – większość z niej na obszarze układu urbanistycznego objętego ochroną konserwatorską. Zabudowa ta ma charakter małego miasta.
W Brzostku znajduje się pięć zabytków wpisanych do rejestru:
- historyczny układ urbanistyczny miasta (A-150 z 11 marca 1978 roku),
- kościół parafialny pw. Znalezienia Krzyża Świętego z 1817 roku oraz cmentarz kościelny (A-91 z 5 stycznia 1968 roku),
- cmentarz wojenny nr 222 z I wojny światowej przy ul. Równie (A-398 z 29 listopada 1996 roku),
- dawna karczma przy ul. Mickiewicza 2; murowana z połowy XIX wieku (A-153 z 11 marca 1978 roku)[138].

Ponadto do gminnej ewidencji zabytków są wpisane:
- kaplica cmentarna (ul. Szkolna); murowana z 1864 roku,
- kaplica św. Jana Nepomucena na Rynku; murowana z 1816 roku,
- kapliczka słupowa umiejscowiona na skrzyżowaniu ulic Mickiewicza i 20 Czerwca; murowana z XVII wieku,
- magistrat przy Rynku 1; murowany z II połowy XIX wieku,
- budynek dawnego zajazdu przy Rynku 16-17; murowany z połowy XIX wieku,
- dawna synagoga przy ul. Kr. Jadwigi 8; murowana z początku XX wieku,
- budynek szkoły przy ul. Szkolnej 13; murowany z początku XX wieku,
- oficyna dworska przy ul. Mysłowskiego 14; murowana z przełomu XIX i XX wieku,
- dawny sąd grodzki przy Rynku 14; murowany z I połowy XIX wieku,
- domy przy Rynku 2, 3, 9, 12, 13, 18, 29, 30, 31, 33, 34, 35 i 38; przy ul. Mickiewicza 4, 5 i 6; przy ul. Mysłowskiego 3; przy ul. 11 Listopada 2, 4, 6 i 33 oraz przy ul. Żydowskiej 1.

W mieście znajduje się 6 stanowisk archeologicznych.

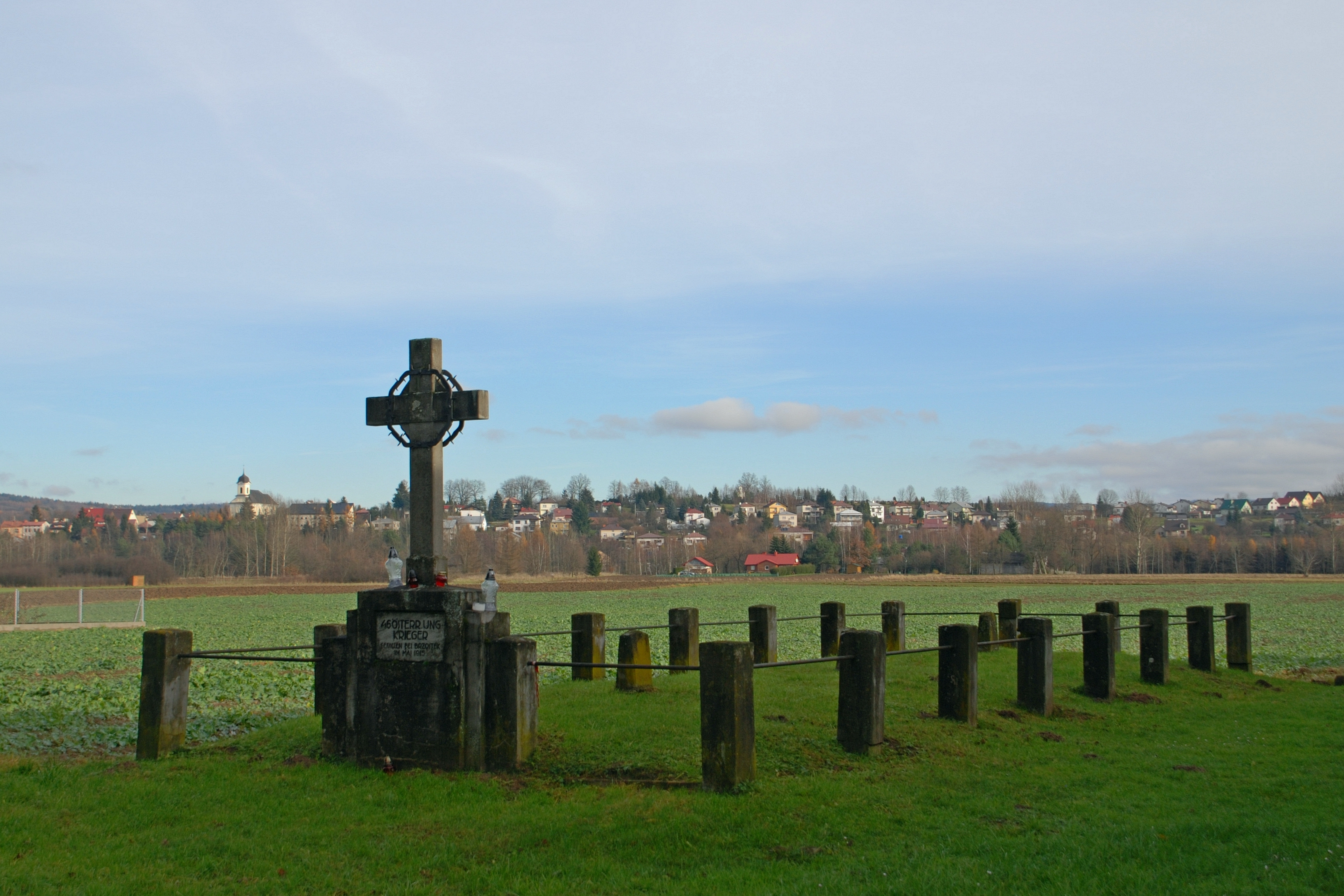
Cmentarz wojenny nr 222
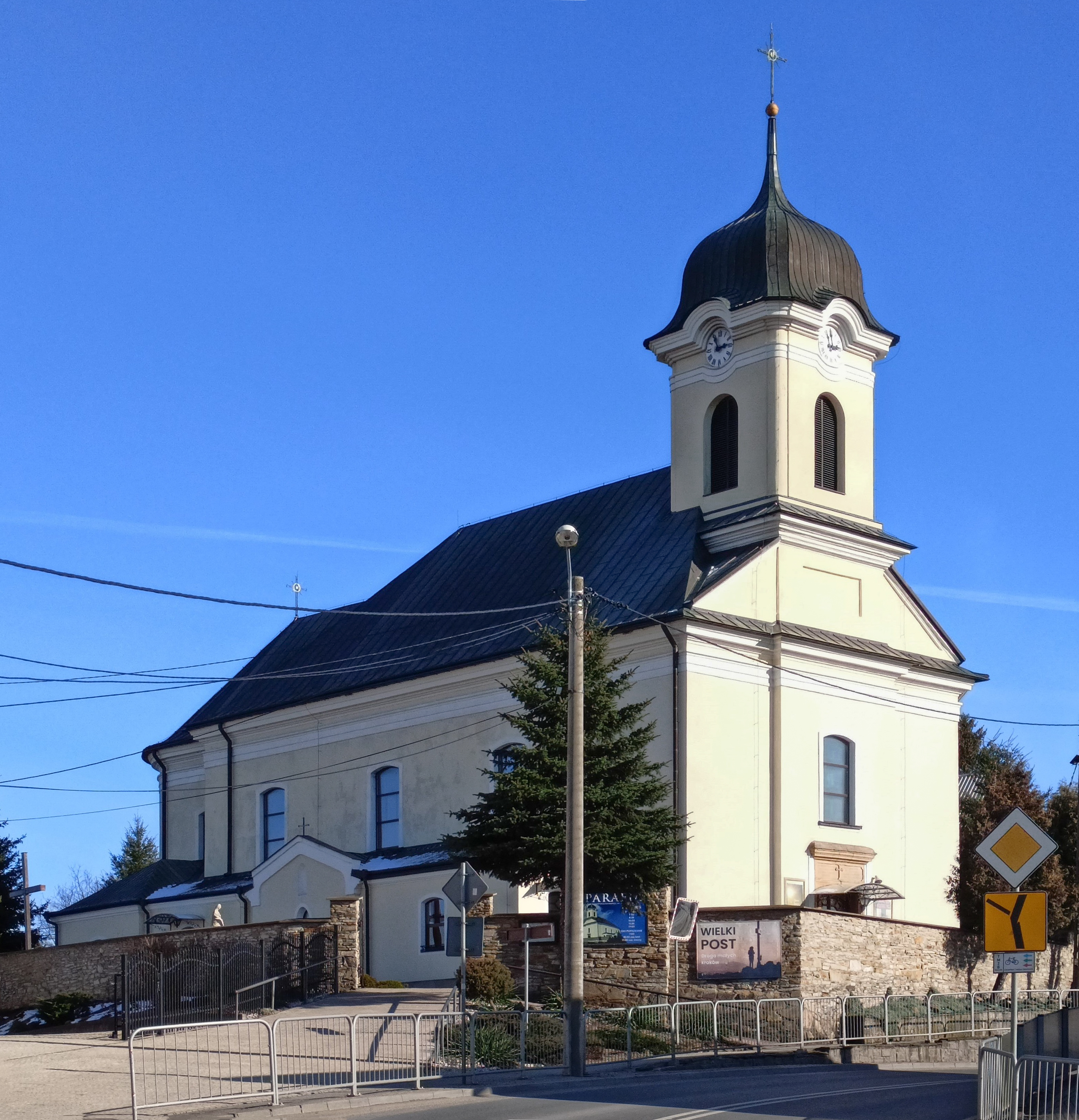
Kościół parafialny
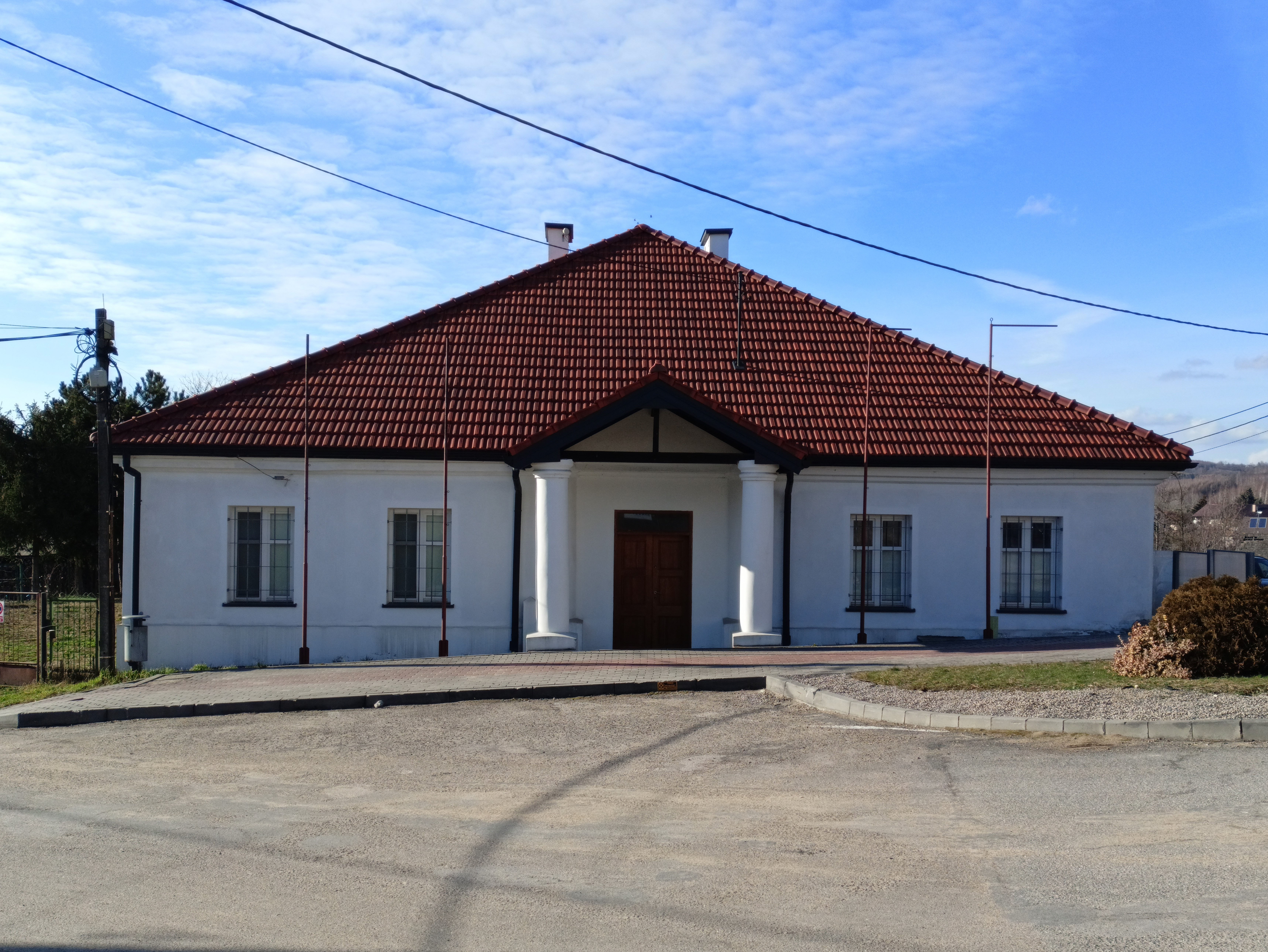
Dawna karczma

## Osoby urodzone w Brzostku
- Aleksander Gryglewski – malarz, profesor Szkoły Sztuk Pięknych w Krakowie[51][140]
- Teodor Furgalski – pułkownik Wojska Polskiego, kawaler Orderu Virtuti Militari[140]
- Henryk Nowak – działacz bankowy, prawnik, doktor nauk prawnych[140]
- Władysław Miciek – wojskowy, cichociemny, kawaler Orderu Virtuti Militari[140]
- Bogdan Stanaszek – duchowny rzymskokatolicki, historyk, profesor nauk humanistycznych[141]
- Mieczysław Maliński – duchowny katolicki, doktor nauk teologicznych[140]
- Jan Winiarz – profesor nauk prawnych[140]
- Kazimierz Kwiatkowski – księgowy, polityk, poseł na Sejm PRL II, III i IV kadencji[142]
- Maria Kurowska – nauczycielka, działaczka samorządowa, posłanka na Sejm IX kadencji[143]
- Jan Szybowicz – wojskowy, kawaler Orderu Virtuti Militari[144]
- Jan Foryś – major Wojska Polskiego, kawaler Orderu Virtuti Militari[145]
- Maria Nowakowska – prof. dr hab. chemii, prorektor UJ[146]
- Zofia Trojan – Sprawiedliwa wśród Narodów Świata, medal został przyznany jej oraz jej rodzicom – Wojciechowi i Bronisławie Dziedzic – za ukrywanie żydowskiej rodziny Schönwetterów[147][148]
- Władysław Zastawny – profesor nauk ekonomicznych[149].

## Polecana literatura
- Bogdan Stanaszek: Dzieje parafii Brzostek. Brzostek: Parafia Podwyższenia Krzyża Świętego, 2019. ISBN 978-83-955108-0-9. Brak numerów stron w książce
- Bogdan Stanaszek: Brzostek: tradycje historyczne. Brzostek: 2014. ISBN 978-83-7631-546-1. Brak numerów stron w książce
- Bodgan Stanaszek: Brzostek – dzieje miasta w okresie staropolskim. Brzostek: 2017. ISBN 978-83-925845-3-7. Brak numerów stron w książce